# Casinaria alpina
Casinaria alpina är en stekelart som beskrevs av Thomson 1887. Casinaria alpina ingår i släktet Casinaria och familjen brokparasitsteklar. Inga underarter finns listade.